# Colotois grisea
Colotois grisea är en fjärilsart som beskrevs av Hann. Colotois grisea ingår i släktet Colotois och familjen mätare. Inga underarter finns listade i Catalogue of Life.